# Campeonato Mundial de Patinaje de Velocidad sobre Hielo en Distancia Individual de 2004
El VIII Campeonato Mundial de Patinaje de Velocidad sobre Hielo en Distancia Individual se celebró en Seúl (Corea del Sur) entre el 12 y el 14 de marzo de 2004 bajo la organización de la Unión Internacional de Patinaje sobre Hielo (ISU) y la Unión Sudcoreana de Patinaje sobre Hielo.
Las competiciones se realizaron en el Estadio Internacional de Patinaje sobre Hielo Taenung de la capital coreana.

## Medallistas

### Masculino
| Evento           | Oro                                      | Plata                                   | Bronce                                   |
| ---------------- | ---------------------------------------- | --------------------------------------- | ---------------------------------------- |
| 500 m (12.03)    | Jeremy Wotherspoon · Canadá · 70,79 s    | Dmitri Lobkov · Rusia · 71,14 s         | Michael Ireland · Canadá · 71,20 s       |
| 1000 m (14.03)   | Erben Wennemars · Países Bajos · 1:10,66 | Jeremy Wotherspoon · Canadá · 1:11,12   | Masaaki Kobayashi Japón 1:11,58          |
| 1500 m (13.03)   | Shani Davis Estados Unidos 1:48,64       | Mark Tuitert · Países Bajos · 1:49,29   | Erben Wennemars · Países Bajos · 1:49,40 |
| 5000 m (12.03)   | Chad Hedrick Estados Unidos 6:34,37      | Carl Verheijen · Países Bajos · 6:38,15 | Gianni Romme · Países Bajos · 6:38,73    |
| 10 000 m (14.03) | Carl Verheijen · Países Bajos · 13:37,15 | Bob de Jong · Países Bajos · 13:45,52   | Chad Hedrick Estados Unidos 13:54,98     |

### Femenino
| Evento         | Oro                                    | Plata                                                             | Bronce                                    |
| -------------- | -------------------------------------- | ----------------------------------------------------------------- | ----------------------------------------- |
| 500 m (13.03)  | Wang Manli China 76,88 s               | Anzhelika Kotiuga · Bielorrusia · 77,86 s                         | Ren Hui China 78,32 s                     |
| 1000 m (14.03) | Anni Friesinger · Alemania · 1:17,82   | Marianne Timmer · Países Bajos · 1:18,50                          | Cindy Klassen · Canadá · 1:18,68          |
| 1500 m (12.03) | Anni Friesinger · Alemania · 2:00,48   | Cindy Klassen · Canadá · 2:01,21                                  | Jennifer Rodriguez Estados Unidos 2:01,54 |
| 3000 m (13.03) | Claudia Pechstein · Alemania · 4:13,46 | Anni Friesinger · Alemania · Gretha Smit · Países Bajos · 4:13,85 | —                                         |
| 5000 m (14.03) | Clara Hughes · Canadá · 7:10,66        | Gretha Smit · Países Bajos · 7:11,17                              | Claudia Pechstein · Alemania · 7:13,42    |

## Medallero
| Núm. | País           | Oro | Plata | Bronce | Total |
| ---- | -------------- | --- | ----- | ------ | ----- |
| 1    | Alemania       | 3   | 1     | 1      | 5     |
| 2    | Países Bajos   | 2   | 6     | 2      | 10    |
| 3    | Canadá         | 2   | 2     | 2      | 6     |
| 4    | Estados Unidos | 2   | 0     | 2      | 4     |
| 5    | China          | 1   | 0     | 1      | 2     |
| 6    | Bielorrusia    | 0   | 1     | 0      | 1     |
| 6    | Rusia          | 0   | 1     | 0      | 1     |
| 8    | Japón          | 0   | 0     | 1      | 1     |
|      | TOTAL          | 10  | 11    | 9      | 30    |